# Sixaola
Sixaola (špa. Rio Sixaola) je rijeka u južnoj provinciji Limonu u Kostarici. 
Teče od gorja Talamanca do Karipskog mora, sjeveroistočno od grada Sixaole. Pripada u internacionalni park La Amistad. 
Na dijelu dužine, rijeka čini granicu između provincije Limon u Kostariki i provincije Bocas del Toro u Panami. Stari željeznički most premošćuje rijeku između gradova Guabita u Panami i Sixaole u Kostariki. Most je i granični prijelaz između Kostarike i Paname. 